# 罗特劳特·苏珊娜·贝尔纳
罗特劳特·苏珊娜·贝尔纳（德語：Rotraut Susanne Berner，1948年8月26日—）是德国女插画家，平面设计师。2016年国际安徒生插画家奖得主。

## 简介
作为一名自由插画师，她专注于儿童和青少年主题，出版了80本插画书，并为800多本书籍设计了封面。
她于2002年、2004年和2014年三度入围国际安徒生插画家奖评选最后5人的短名单，并于2016年最终获奖。

## 中文版本
罗特劳特·苏珊娜·贝尔纳系列作品丛书
- 罗特劳特·苏珊娜·贝尔纳（图）; 英格丽·巴赫尔（文）. . 由梅竹翻译. 四川文艺出版社. 2019年4月. ISBN 9787541151798.
- 罗特劳特·苏珊娜·贝尔纳（图）; 汉娜·约翰森（文）. . 由任庆莉翻译. 北京联合出版公司. 2018年1月. ISBN 9787559609366.
- 罗特劳特·苏珊娜·贝尔纳（绘）; 达格玛·冯·克拉姆（著）. . 由邵帅翻译. 江西人民出版社. 2018年12月. ISBN 9787210106319.
- 罗特劳特·苏珊娜·贝尔纳（绘）; 汉娜·约翰森（文）. . 由任庆莉翻译. 北京联合出版公司. 2018年7月. ISBN 9787559609601.
- 罗特劳特·苏珊娜·贝尔纳（绘）; 弗兰茨·霍勒尔（文）. . 由任庆莉翻译. 北京联合出版公司. 2018年5月. ISBN 9787559609380.
- 罗特劳特·苏珊娜·贝尔纳（绘）; 漢斯·馬格努斯·恩岑斯貝格爾（文）. . 由梅竹翻译. 北京联合出版公司. 2018年5月. ISBN 9787559609373.
- 罗特劳特·苏珊娜·贝尔纳. . 由梅竹翻译. 北京联合出版公司. 2018年5月. ISBN 9787559609397.
- 罗特劳特·苏珊娜·贝尔纳. . 由冷贝凡翻译. 北京联合出版公司. 2017年7月. ISBN 9787559604033.

于尔克·舒比格原著作品
- 罗特劳特·苏珊娜·贝尔纳（绘）. . 由廖云海翻译. 四川少年儿童出版社. 2006年10月. ISBN 9787536539433.
- 罗特劳特·苏珊娜·贝尔纳（绘）. . 由李真子翻译. 贵州人民出版社. 2007年5月. ISBN 9787221076991.
- 罗特劳特·苏珊娜·贝尔纳（绘）. . 由李真子翻译. 贵州人民出版社. 2007年5月. ISBN 9787221076977.

其他
- 罗特劳特·苏珊娜·贝尔纳（绘）; 詹姆斯·克吕斯（文）. . 由王星翻译. 明天出版社. 2014年6月. ISBN 9787533276966.
- 罗特劳特·苏珊娜·贝尔纳（绘）; 沃尔夫·迪特里希·施努尔（文）. . 由王星翻译. 连环画出版社. 2010年11月. ISBN 9787505611757.
- 罗特劳特·苏珊娜·贝尔纳. . 由王德峰翻译. 现代出版社. 2009年12月. ISBN 9787802446311.
- 罗特劳特·苏珊娜·贝尔纳. . 由王德峰翻译. 现代出版社. 2011年11月. ISBN 9787514303018.